# Tudományos-fantasztikus elbeszélések
Tudományos-fantasztikus elbeszélések a fost un periodic de literatură pentru tineret editat de revista „Știință și Tehnică” în limba maghiară, cuprinzând traducerea numerelor 1-28 și 35-89 din Colecția „Povestiri științifico-fantastice”. Inițial, periodicitatea a fost de două apariții pe lună, iar apoi, de la TFE 28 până la suspendarea apariției (TFE 80), de trei ori pe lună.

## Istorie
Redactorul-responsabil al acestei serii a fost György Fáskerthy (Fáskerti).
Primele două numere au cuprins nuvela lui Octavian Sava, „Meteoritul de aur”, tradus de însuși Fáskerthy. Au urmat lucrările premiate la concursul literar organizat de revista tutelară: Leonid Petrescu - „A 12-a variantă”; Mircea Naumescu - „Marea experiență”; Mircea Brateș - „Proxima Centauri”; Adrian Rogoz și Cristian Ghenea - „Inimă de ciută”; P. Stănescu - „Întâmplare obișnuită”. După un western marinăresc cu triburile de războinici de pe Coasta Pacificului (Vitalii Trenev - „Indienii”), a urmat primul roman fluviu, „Uraniu” de Adrian Rogoz și Cristian Ghenea (CPSF 8-14), asemănător, ca atmosferă exotică și în unele aspecte ale intrigii, cu filmul „Kim” (1950), realizat după romanul omonim al lui Rudyard Kipling. După []Mircea Șerban]] cu „Ghidul din Lună” (CPSF 15-16), a urmat un intermezzo tătar: Mihail Sadoveanu - „Cuibul invaziilor” (CPSF 17-18), răstimp în care proza science-fiction „de cursă lungă” și-a recăpătat suflarea, așa că extraordinarele aventuri au pornit să înmulțească numărul de fascicole publicate: Eduard Jurist și Leonid Petrescu - „Uzina submarină în primejdie” (CPSF 19-20); Max Solomon și I. M. Ștefan - „Sahariana” (CPSF 21-24); Mircea Barteș - „Astrida” (CPSF 25-27).
Seriile română și maghiară au mers în paralel până la numărul 28, când CPSF a început publicarea romanului lui Igor Kalnițki, „Sfârșitul orașului subteran”, completat apoi cu „O pogorâre în Maelström” a lui Edgar Allan Poe. S-a sărit și peste nuvela lui Rudolf Daumann, „Boșimanul Mauki”, astfel încât TFE 28 l-a găzduit pe Ștefan Tita cu prima parte din „Piticii în țara lui Guliver” (CPSF 35). Academicianul Victor Eftimiu a predat redacției un roman istoric: „Pe urmele zimbrului” (TFE 30-35, CPSF 37-42), deși pusese în scenă o apocalipsă de vodevil încă în 1915 („Sfârșitul Pământului”) și publicase în 1927 povestirea SF „Un asasinat patriotic”. „Duelul mut” de Szilágyi D. și M. Cîrloanță (CPSF 44-46) a fost scris în românește și tradus în limba maghiară de Haás Endre (TFE 36-38, CPSF 44-46). Surprinzătoare sunt introspecțiile psihologice din TFE 39-40 (CPSF 47-48): Stefan Zweig - „Jucătorul de șah” și N. N. Nagaev - „Destinul condamnaților” (repovestit de P. Barașiov și V. Kitain). Fanii SF au răbdat stoici ca, îndrumați de I. Voledi și Alexandru Cerbu, să caute „Coroana regelui Burebista” (TFE 41-43, CPSF 49-51). Măcar Sherlock Holmes (TFE 44, CPSF 52) folosea metode științifice în investigațiile sale criminalistice. După „Balaurul mărilor” de Ioana Petrescu (TFE 45, CPSF 53), autoare și a unui „Cântec de lebădă” (TFE 58, CPSF 66), răbdarea le-a fost răsplătită înzecit: Elena și Adrian Niga - „Aurul sintetic” (TFE 46, CPSF 54); Maya Niculescu - „Prizonieri printre giganți” (TFE 48-49, CPSF 56-57); Octavian Sava și Alexandru Andy - „Pisica din Baskerville” și monumentalul roman al lui Ivan Antonovici Efremov - „Nebuloasa din Andromeda” (TFE 51-57, CPSF 59-65).
Până să publice „Straniul caz al doctorului Jeckyll și al lui Mister Hyde”, apărut abia în 1970 (CPSF 375-378), Adrian Rogoz l-a prezentat pe americanul Robert Louis Stevenson cu o emoționantă poveste fantastică de dragoste, „Diavolul din clondir” (TFE 59, CPSF 67). Au urmat „Misterele unei curse”, un roman scris chiar de redactorii revistei: Donáth András, Fáskerthy György și Haás Endre. Interesant e faptul că povestea fantasticei întreceri cicliste din Africa ocupă un spațiu diferit: patru fascicule în ediția maghiară (TFE 60-63/1958) și cinci în cea românească, unde a fost tradusă de Constantin Olariu (CPSF 68-72). Aventurile sportivilor de elită, menținuți în fruntea plutonului de diferite găselnițe ilegale, demascați rând pe rând de o echipă de reporteri băgăreți, par să fi fost inspirate de „Cursa de zece mii de mile” a lui Alfred Jarry, părintele patafizicii și creatorul „strrrașnicei înjurrrături” din „Regele Ubu”.
După soarele arzător al Saharei, Dinu Moroianu i-a purtat cititori la polul opus, pardon, la „Polul intangibil” (CPSF 74-77, TFE 65-68). Apar din ce în ce mai mulți autori americani: Nathaniel Hawthorne (TFE 64/1958), Philip K. Dick și Robert A. Heinlein (TFE 73/1958), ultimii doi traduși din... limba rusă, după povestirile apărute în revistele „Ogoniok” și „Znanie Sila”, așa că nu-i de mirare că numele le-au fost deformate: Philip C.(!) Dick și Robert Heinlyne(!). „Status quo”-ul ideologic a fost atent menținut prin publicarea lui S. I. Beleaev, Arkadi și Boris Strugațki (în CPSF 87, scris V. Strugațki), L. Jigariov.  Dintre vizionarii autohtoni, s-a evidențiat Sergiu Fărcășan cu romanul „O iubire din anul 41042” (TFE 74-77), semnat cu pseudonimul Crișan Făgerașu, folosit și ulterior, când a publicat „Secretul inginerului Mușat” (108-111). Către sfârșit, a apărut și povestirea antologică „Oameni și stele” de Ion Hobana (TFE 79). Ultima fasciculă (TFE 80) a cuprins o broșură astronomică, „Este locuită planeta Marte?” de  F. Ziegel, text preluat din Almanahul „Mir prikliucenii” și verificat de Niederkorn János, „candidat în științe tehnice”.
Toate coperțile și ilustrațiile interioare ale TFE au fost preluate de la CPSF, însă fără menționarea artiștilor, astfel încât respectivele mențiuni de autor vor putea fi stabilite numai prin compararea cu seria originală. Nici în cazul traducătorilor, lucrurile nu pot fi lămurite întotdeauna. O serie întreagă de scrieri, precum  TFE 3, TFE 4, TFE 5, TFE 19-20 sunt atribuite „in corpore” „subredacției maghiare a suplimentului literar editat de revista Știință și Tehnică” („fordította a Știință și Tehnică folyóirat irodalmi mellékletének magyar szerkesztősége”). Cea mai harnică traducătoare a fost Nánási Judit, care s-a căsătorit apoi cu scriitorul Kacsó Sándor, antologatorul traducerilor în maghiară din Eminescu, așa că figurează în dicționare sub numele de Kacsó Judit. La început, ea a colaborat împreună cu Fáskerthy György, apoi li s-au alăturat și alții: Balázs Anna, Bácski Anna, Békési Ágnes, Bóra Sándor, Donáth András, Haás Endre, Harasztosi Éva, Németh Ágnes, Péter János, Zsigmond Kálmán.

## Apariții

### 1-10
- 1 / ??.??.1956 Octavian Sava - Az aranymeteor (1). Traducere de Fáskerthy György. Corespunzător CPSF 1.
- 2 / ??.??.1956 Octavian Sava - Az aranymeteor (2). Traducere de Fáskerthy György. Corespunzător CPSF 2.
- 3 / ??.??.1956. Leonid Petrescu - A tizenkettedik változat. Traducerea subredacției literare maghiare a revistei „Știință și Tehnică”. Corespunzător CPSF 3.
- 4 / ??.??.1956. Mircea Naumescu - A nagy kisérlet. Mircea Brateș - Proxima Kentaur. Traducerea subredacției literare maghiare a revistei „Știință și Tehnică”. Corespunzător CPSF 4.
- 5 / ??.??.1956. Adrian Rogoz și Cristian Ghenea - Zergeszív. P. Stănescu - Egy mindennapos eset. Traducerea subredacției literare maghiare a revistei „Știință și Tehnică”. Corespunzător CPSF 5.
- 6 / ??.??.1956. Vitali Trenev - Indianok (1). Traducere de ???. Corespunzător CPSF 6.
- 7 / ??.??.1956. Vitali Trenev - Indianok (2). Traducere de ???. Corespunzător CPSF 7.
- 8 / ??.??.1956. Adrian Rogoz și Cristian Ghenea - Urán (1). Traducere de Fáskerthy György și Nánási Judit. Corespunzător CPSF 8.
- 9 / ??.??.1956. Adrian Rogoz și Cristian Ghenea - Urán (2). Traducere de Fáskerthy György și Nánási Judit. Note: Corespunzător CPSF 9. Apare de două ori pe lună. Prețul 1 leu.
- 10 / ??.??.1956. Adrian Rogoz și Cristian Ghenea - Urán (3). Traducere de Fáskerthy György și Nánási Judit. Note: Corespunzător CPSF 10. Apare de două ori pe lună. Prețul 1 leu.

### 11-20
- 11 / ??.??.1956. Adrian Rogoz și Cristian Ghenea - Urán (4). Traducere de Fáskerthy György și Nánási Judit. Corespunzător CPSF 11.
- 12 / ??.??.1956. Adrian Rogoz și Cristian Ghenea - Urán (5). Traducere de  Fáskerthy György și Nánási Judit. Apare de două ori pe lună. Prețul: 1 leu.
- 13 / ??.??.1956. Adrian Rogoz și Cristian Ghenea - Urán (6). Traducere de Fáskerthy György și Nánási Judit. Apare de două ori pe lună. Prețul: 1 leu.
- 14 / ??.??.1956. Adrian Rogoz și Cristian Ghenea - Urán (7). Traducere de Fáskerthy György și Nánási Judit. Apare de două ori pe lună. Prețul: 1 leu.
- 15 / ??.??.????. Mircea Șerban - A Hold kalauza (1). Traducere de  Nánási Judit. Apare de două ori pe lună. Prețul: 1 leu.
- 16 / ??.??.????. Mircea Șerban - A Hold kalauza (2). Traducere de Nánási Judit. Apare de două ori pe lună. Prețul: 1 leu.
- 17 / ??.??.????. Mihail Sadoveanu - Az új kiadás előszava. Mihail Sadoveanu - Viharok fészke (1). Traducere de Fáskerthy György. Apare de două ori pe lună. Prețul: 1 leu.
- 18 / ??.??.????. Mihail Sadoveanu - Viharok fészke (2). Traducere de Fáskerthy György. Apare de două ori pe lună. Prețul: 1 leu.
- 19 / ??.??.????. Eduard Jurist și Leonid Petrescu - Veszélyben a tengeralatti üzem (1). Tradus de redacția maghiară a suplimentului literar Știință și Tehnică. Apare de două ori pe lună. Prețul: 1 leu.
- 20 / ??.??.????. Eduard Jurist și Leonid Petrescu - Veszélyben a tengeralatti üzem (2). Tradus de redacția maghiară a suplimentului literar Știință și Tehnică. Apare de două ori pe lună. Prețul: 1 leu.

### 61-70
- 61 / 1.03.1958. Donáth András, Fáskerthy György și Haás Endre - Ne hagyd magad Roger! (2).
- 62 / 10.03.1958. Donáth András, Fáskerthy György și Haás Endre - Ne hagyd magad Roger! (3). Note: Apare de trei ori pe lună. Prețul 1 leu.
- 63 / 20.03.1958. Donáth András, Fáskerthy György și Haás Endre - Ne hagyd magad Roger! (4).
- 64 / 1.04.1958. Nathaniel Hawthorne - A szépség megszállottja. Nathaniel Hawthorne - Peter Goldthwaite kincse. Traducere de Bácski Anna.
- 65 / 10.04.1958. Dinu Moroianu - Megközelíthetetlen sarok (1). Traducere de Nánási Judit.
- 66 / 20.04.1958. Dinu Moroianu - Megközelíthetetlen sarok (2). Traducere de Nánási Judit.
- 67 / 1.05.1958. Dinu Moroianu - Megközelíthetetlen sarok (3). Traducere de Nánási Judit.
- 68 / 10.05.1958. Dinu Moroianu - Megközelíthetetlen sarok (4). Traducere de Nánási Judit.
- 69 / 20.05.1958. Ovidiu Rîureanu - A tengeri csillag dalosa. Traducere de Nánási Judit.
- 70 / 1.06.1958. S. I. Beleaev - A tizedik bolygó. Traducere de Nánási Judit.